# 富山市立和合中学校
富山市立和合中学校（とやましりつ わごうちゅうがっこう）は、富山県富山市にある市立中学校。富山飛行場跡地の一部に立地している。
校名は、四方海岸が万葉の時代に「和合の浦」と称されていたのが由来である（和合町の町名の由来にもなった）。当初は「四方中学校」とする意見もあったが、初代校長により「和合中学校」と決定された。

## 沿革
- 1947年（昭和22年）
  - 4月1日 - 「倉垣村及び射水郡本江村組合立中学校」として創立[4]。
  - 4月26日 - 四方小学校を仮校舎として、開校式を挙行[4]。
- 1948年（昭和23年）12月2日 - 校歌制定。同日、旧富山飛行場跡での新校舎建設決定[4]。
- 1949年（昭和24年）
  - 11月17日 - 仮校舎の四方小学校から移転[5]。
  - 11月21日 - 校舎第1期工事竣工[4]。初代校舎は細入村楡原の高田アルミ工場の古建物を解体移築したものである[6]。また、請負業者である香西建設会社が東京へ移転し工事の進行に支障が生じたため、工期が大幅に遅れていた[5]。
- 1950年（昭和25年）9月30日 - 校舎第2期工事竣工。同日、校旗を樹立[4]。
- 1951年（昭和26年）4月1日 - 八幡中学校と合併、長岡村針原の生徒を呉羽中学校に編入。同日。四方町他三ヵ村（八幡村、倉垣村、本江村）学校組合立和合中学校となる[4]。
- 1952年（昭和27年）10月 - 新校舎第4期工事竣工[7]。
- 1954年（昭和29年）3月 - 和合町誕生により、和合町新湊市学校組合立和合中学校が発足[7]。
- 1960年（昭和35年）10月 - 富山市との合併により、富山市新湊市学校組合立和合中学校が発足[7]。
- 1961年（昭和36年）7月 - 体育館（鉄筋平屋建アルミ瓦ぶき268坪）竣工[7]。
- 1979年（昭和54年） - 現校名に改称[8]。

## 部活動

### 運動部
- 野球部
- 卓球部
- サッカー部
- 陸上競技部
- ハンドボール部
- ソフトテニス部
- ソフトボール部
- バレーボール部
- バドミントン部　2008年度全国中学校バドミントン大会女子団体優勝
- 水泳部
- 柔道部
- 剣道部

### 文化部
- 吹奏楽部
- 美術部
- コンピュータ部

## 校区
- 富山市立四方小学校
- 富山市立倉垣小学校
- 富山市立草島小学校
- 富山市立八幡小学校

## 出身者
- 松田洋昌（お笑い・ ハイキングウォーキング）
- 高橋沙也加（女子バドミントン選手）